# Maria Świeżawska-Wojciechowska
Maria Wojciechowska ze Świeżawskich (ur. 24 stycznia 1902 w Rohatynie, zm. 12 października 1990 w Poznaniu) – historyk Wielkopolski, bohemista, żona Zygmunta Wojciechowskiego.

## Życiorys
Urodziła się 24 stycznia 1902 roku w Rohatynie nad Gniłą Lipą w Galicji Wschodniej. Była córką prawnika Kazimierza Świeżawskiego (1874–1953) i Anny z Kukawskich (1876–1935). 
Maturę zdała we Lwowie 8 czerwca 1920. Tam też studiowała na Wydziale Filozoficznym Uniwersytetu Jana Kazimierza (20 grudnia 1920 – 3 września 1924).
Od 12 października 1921 do 30 września 1924 sprawowała funkcję asystenta przy Katedrze Nauk Pomocniczych Historii.
8 maja 1924 obroniła doktorat na podstawie pracy Z dziejów książki w Poznaniu w XV i XVI wieku, opartej na kwerendzie w archiwach poznańskich i gnieźnieńskich. Promotorem pracy, opublikowanej w 1927 roku w Poznaniu, był Jan Ptaśnik.
W 1925 roku poślubiła historyka ustroju Zygmunta Wojciechowskiego (1900–1955), ówcześnie zastępcę profesora Uniwersytetu Poznańskiego i od listopada  zamieszkała w Poznaniu, zajmując się historią miasta. Kontynuowała swe zainteresowania historyczne, pracując jako kierowniczka Poznańskiej Komisji Atlasu Historycznego Polskiej Akademii Umiejętności (1933–1939). Wraz z Zygmuntem wyjeżdżała w celach naukowych do Niemiec, Francji i Szwajcarii oraz zbierała materiały źródłowe do dziejów Piastów na terenie tzw. ziem macierzystych Polski (ziemie zachodnie od 1945 r.). W drugiej połowie lat trzydziestych oboje uczestniczyli w akcji wygłaszania tajnych wykładów, organizowanych przez Uniwersytet Poznański dla Polaków w Prusach Wschodnich. W czasie okupacji niemieckiej została wysiedlona z dziećmi do Krakowa, gdzie ukrywał się, poszukiwany przez Gestapo, Zygmunt. Uczestniczyła z nim w działalności wielkopolskiej organizacji konspiracyjnej „Ojczyzna” (kryptonim „Omega”). 
W czasie wojny zaginęła część jej dorobku naukowego – przygotowany do druku poznański tom Monumenta Posnaniae Typographica, monografia katedry we Fromborku, oddana do druku w Poznaniu w sierpniu 1939 roku i będąca na ukończeniu Mapa Województwa Poznańskiego z okresu Sejmu Czteroletniego. W latach 1944–1945 mieszkała w Milanówku pod Warszawą, zaś po zakończeniu wojny wraz z rodziną wróciła do Poznania.
Jako zastępca sekretarza generalnego Poznańskiego Towarzystwa Przyjaciół Nauk (3 maja 1946 – 31 października 1958) reaktywowała działalność tej placówki, pełniąc przez piętnaście lat funkcję głównego redaktora wydawnictw PTPN (do 23 kwietnia 1961). Należała do członków założycieli Instytutu Zachodniego (1945), którego pierwszym dyrektorem był Zygmunt Wojciechowski (1945–1955), zajmując się sprawami czeskimi. Z racji częstych wyjazdów do Czechosłowacji oraz rozpoczętej współpracy z uczonymi czeskimi, zajęła się tematyką słowianoznawczą – docent Instytutu Słowianoznawstwa Polskiej Akademii Nauk (1 lipca 1957 – 31 grudnia 1972), następnie na emeryturze. 
W 1968 r. opublikowała polskie tłumaczenie „Kroniki Kosmasa” według zachowanych czternastu średniowiecznych odpisów, a w 1978 r. wydała tłumaczenie „Kroniki” pisanej przez dwóch pierwszych kontynuatorów Kosmasa – Mnicha Sazawskiego i Kanonika Wyszechradzkiego. Następnie przygotowała łacińską edycję „Kroniki Kosmasa” (niewydana).
Od 1970 r. była członkiem Chrześcijańskiego Stowarzyszenia Społecznego, pełniąc przez kilka kadencji funkcję przewodniczącej Oddziału Poznańskiego, zaś w latach 1982–1989 pozostawała członkiem Patriotycznego Ruchu Odrodzenia Narodowego. Pomagała wówczas proboszczom parafii rzymskokatolickich w Poznaniu, wspólnie z ówczesnym sekretarzem Oddziału, redaktorem tygodnika „Za i Przeciw” Olgierdem Knie, w uzyskiwaniu pozwoleń na budowę kościołów, była również inicjatorką porządkowania terenów Ostrowa Tumskiego w Poznaniu, wykonywanego przez członków ChSS, Zarząd Zieleni Miejskiej, kleryków ze Zgromadzenia Chrystusowców oraz Metropolitalnego Seminarium Duchownego. Zainteresowała się ówcześnie historią wielkopolskich księży-społeczników w schyłkowym okresie zaborów. Rozpoczęte w 1974 roku kwerendy archiwalne, podjęte wraz z gronem członków Oddziału Poznańskiego ChSS, a następnie zespołem redakcyjnym, doprowadziły do ukazania się w wydawnictwie „Novum” zeszytu próbnego słownika biograficznego „Księży-społeczników w Poznańskiem 1894–1919” (edycja w latach 1992–2009). Pracą naukową nad słownikiem oraz łacińską edycją „Kroniki Kosmasa” zajmowała się do ostatnich chwil życia. Pochowana na Cmentarzu Sołackim w Poznaniu, obok grobu Zygmunta Wojciechowskiego (pole św. Barbary A, rząd 7).
Po śmierci męża (1955) ofiarowała poznańskiemu oddziałowi PAN złoty medal Oswalda Balzera, który historyk otrzymał w darze od społeczeństwa polskiego, a w testamencie zapisał go swemu najzdolniejszemu uczniowi – Zygmuntowi Wojciechowskiemu (zaginiony). Brązowe repliki medalu stanowią od 1980 r. stałą, przyznawaną co trzy lata przez Oddział Poznański PAN, nagrodę im. Oswalda Balzera wybitnym twórcom z zakresu nauk humanistycznych. Pod koniec lat siedemdziesiątych przekazała większą część księgozbioru Bibliotece im. Edwarda Raczyńskiego w Poznaniu. Spuścizna znajduje się w Archiwum PAN w Warszawie, Oddział w Poznaniu (Dział III – Spuścizny uczonych polskich i ludzi kultury, sygn. P.III–59; spuścizna po Zygmuncie Wojciechowskim: sygn. P.III–8) oraz w rękach córki, Wandy Wojciechowskiej-Ratajczak (Warszawa) i wnuków, Grzegorza i Piotra Wojciechowskich (Warszawa), gdzie także ikonografia oraz część spuścizny po Zygmuncie i rodzinie. Biografia autorstwa Katarzyny Zych (niepublikowana), wydane wspomnienia ojca, Kazimierza Świeżawskiego, gdzie informacje o rodzinie.

## Publikacje
1. Marja Świeżawska, Introligatorzy poznańscy w wieku XVI, „Exlibris” (Kraków) 1925, t. VII, z. 1, s. 78–89 (odbitka w 150 numerowanych egzemplarzach); Wyd. Wanda Wojciechowska, Poznań 1991, wyd. 2, ss. 23 (reprint)
2. Marja Wojciechowska, Z dziejów książki w Poznaniu w XVI wieku, Fiszer i Majewski. Księgarnia Uniwersytecka, Poznań 1927, ss. XLIII + 1 nlb. + 358 +2 nlb. + 17 tabl. Rec. Eugenja Kurkowa, Dr Marja Wojciechowska: Z dziejów książki w Poznaniu w XVI wieku, Poznań, 1927..., „Pamiętnik Literacki” (Lwów) 1927, nr 24/1/4, s. 468–478. Rec. Dr Marja Wojciechowska: Z dziejów książki w Poznaniu w 16. wieku, Poznań 1927, „Kronika Miasta Poznania” (Poznań), t. 5: 1927, nr 4, s. 413
3. Marja Wojciechowska, Dwa opisy litkupu z akt poznańskich, „Kronika Miasta Poznania” (Poznań), t. 6: 1928, nr 4, s. 360–365
4. Marja Wojciechowska, Sprawozdanie z prac nad mapą woj. poznańskiego w dobie Sejmu czteroletniego, Poznań 1934, ss. 16 (odbitka ze Sprawozdań Poznańskiego Tow. Przyjaciół Nauk, 1933, nr 3, s. 75–88)
5. Maria Wojciechowska, Leon Siuchniński, Plan m. Poznania z czasów Sejmu Czteroletniego, „Kronika Miasta Poznania” (Poznań), t. 14: 1936, nr 4, s. 571–584
6. (red.) Sprawozdania Poznańskiego Towarzystwa Przyjaciół Nauk, t. XIII–XXIV: 1945–1960, Poznań 1946–1960
7. Maria i Zygmunt Wojciechowscy, Polska Piastów Polska Jagiellonów, Księgarnia Św. Wojciecha, Poznań 1946, ss. 479
8. Kartki z przeszłości Poznania, Księgarnia Ziem Zachodnich, Poznań 1946, ss. 93 (felietony w „Dziale Kultury Sztuki” „Kuriera Poznańskiego” z lat 1926–1928: Jak Poznań strzegł praw swej demokracji; Dwa spory językowe; „Maksymaliści” na moście Wodnym; Temperamenty poznańskie; Zapomniani a przypomnienia godni; Z kultury obyczajowej Poznania z początkiem XVII w.; Stroje mieszczan poznańskich w XVI w.; Stroje mieszczek poznańskich przed trzema stuleciami; Jak się muzykowało w dawnym Poznaniu; „Misce secundum artem” [aptekarze]; Litkup; Dokoła śmierci; Materiały ludoznawcze w księgach miejskich poznańskich; Zegarmistrze w dawnym Poznaniu). Rec. Witold Jakóbczyk, Kartki z przeszłości Poznania – dr. Maria Wojciechowska, „Kronika Miasta Poznania”, t. 19: 1946, nr ¾, s. 214–215; Maria z Świeżawskich Wojciechowska, Kartki z przeszłości Poznania, Wyd. Miejskie, Poznań 2002, wyd. 2, ss. 62 (publikacja wspólna z: Marja z Sławskich Wicherkiewiczowa, Obrazki z przeszłości Poznania, Wyd. Miejskie, Poznań 2002, wyd. 2, ss. 61). Rec. Grzegorz Sporakowski, Dwie w jednej, „Głos Wielkopolski” (Poznań), 11 VII 2002
9. Poznańskie Towarzystwo Przyjaciół Nauk, Poznań 1952
10. Z życia Towarzystw Naukowych na Ziemiach Zachodnich, „Przegląd Zachodni” 1952, nr 9/10, s. 218–235
11. Ze studiów nad rękopisami Kosmasa, „Sbornik historycký CSAV” (Praha), t. V: 1957, s. 5–20. Rec. Gerard Labuda, „Studia Źródłoznawcze. Commentationes”, t. V: 1960, s. 196
12. Poznańskie Towarzystwo Przyjaciół Nauk po drugiej wojnie światowej, „Roczniki Historyczne”, t. 23: 1957 (Księga pamiątkowa w stulecie Poznańskiego Towarzystwa Przyjaciół Nauk), s. 509–559
13. Sto lat Poznańskiego Towarzystwa Przyjaciół Nauk. Album = Un siècle d'activité de la Société des Amis des Sciences et des Lettres de Poznań, PTPN, Poznań 1957, ss. 117
14. Rola kulturotwórcza Poznańskiego Towarzystwa Przyjaciół Nauk, „Kultura i Społeczeństwo”. t. II: 1958, nr 1, s. 103–118
15. Kosmas z Pragi a benedyktyni, (w:) Opuscula Casimiro Tymieniecki septuagenario dedicata, red. Antoni Horst i in., Poznań 1959, s. 345–354
16. Poznań–Olsztyn przed 25 laty, „Warmia i Mazury” (Elbląg – Olsztyn – Ełk), kwiecień 1961, nr 4 (121), s. 10–11
17. (rec.) „Чешская хроника”, Козьма Пражский, Вступительная статья, перевод и комментарии Г. Э. Санчука, Москва 1962, „Studia Źródłoznawcze. Commentationes”, t. X: 1965, s. 164–168
18. O największym kodeksie czeskim, „Studia o rukopisech” (Praha), t. 3: 1964, s. 1–45
19. Grenzschutz – poprzednik Gestapo. Przed czterdziestu dziewięciu laty, „Za i Przeciw” (Warszawa), 5 XI 1967, nr 45 (554), s. 11
20. Zapomniani kolekcjonerzy i zapomniana wystawa, „Muzealnictwo” (Warszawa – Poznań) 1968, nr 17, s. 7–13, 144 (Résumé)
21. (oprac.) Kosmasa Kronika Czechów, PWN, Warszawa 1968, ss. 460; Zakład Narodowy im. Ossolińskich – De Agostini Polska, Wrocław – Warszawa 2006, wyd. 2, ss. 411
22. Bratankowie Jana Kilińskiego, „Novum” (Warszawa) 1969, nr 7–8, s. 128–138
23. Gertruda z rodu Piastów – pierwsza autorka Polska, „Za i Przeciw” (Warszawa), 12 X 1969, nr 41 (655), s. 11
24. Przyczynek do ikonografii okresu Wiosny Ludów, „Studia Muzealne”, t. 8: 1970, s. 107–110
25. „Prehistoria” Instytutu Zachodniego, „Dzieje Najnowsze”, t. 2: 1970, nr 3, s. 226–230
26. O nowej edycji Kroniki Kosmasa z Pragi, „Studia Źródłoznawcze. Commentationes”, t. XVIII: 1973, s. 123–133
27. Kościół NMP i św. Jana Chrzciciela – ośrodek walki o polskość w Pile, „Za i Przeciw” (Warszawa), 27 V 1973, nr 21, s. 14–15, 20
28. Malarze i fotograficy w Poznaniu XIX w. Przyczynek do kwestii rozróżniania między sztuką a rzemiosłem, „Kwartalnik Historii Kultury Materialnej”, t. 25:1977, nr 2, s. 269–274
29. (oprac.) Kronikarze czescy. Kanonik Wyszehradzki. Mnich Sazawski, PWN, Warszawa 1978, ss. 250; Zakład Narodowy im. Ossolińskich – De Agostini Polska, Wrocław – Warszawa 2006, wyd. 2, ss. 249
30. Wielkie przedsięwzięcie. Życiorysy księży wielkopolskich, „Za i Przeciw” (Warszawa), 6 VII 1980, nr 27
31. Co kryją tajne dokumenty pruskie?, „Za i Przeciw” (Warszawa), IV 1982 (Wielkanoc), nr 11/12 (1301/1302), s. 10
32. Materiały do dziejów katolickich towarzystw robotników polskich w Wielkopolsce, „Poznańskie Studia Teologiczne” t. VI: 1986, s. 399–422
33. (red.) Księża-społecznicy w Poznańskiem 1894–1919. Słownik biograficzny (Zeszyt próbny zawierający nazwiska na litery A–B), red. Marian Banaszak, Zdzisław Grot, Jerzy Kozłowski, Maria Wojciechowska, Novum, Warszawa 1984, ss. 136
34. (red.) Księża społecznicy w Wielkopolsce 1894–1919. Słownik biograficzny, t. I: A-H, red. Marian Banaszak, Jerzy Kozłowski, Anna Polakowska, Maria Wojciechowska, Gaudentinum, Gniezno 1992, ss. 305. Rec. Marian Banaszak, Poznańscy księża społecznicy i menedżerowie, „Słowo. Dziennik Katolicki” („Słowo Wielkopolskie”), 24 VIII 1995, nr 163